# 사이먼 스미스

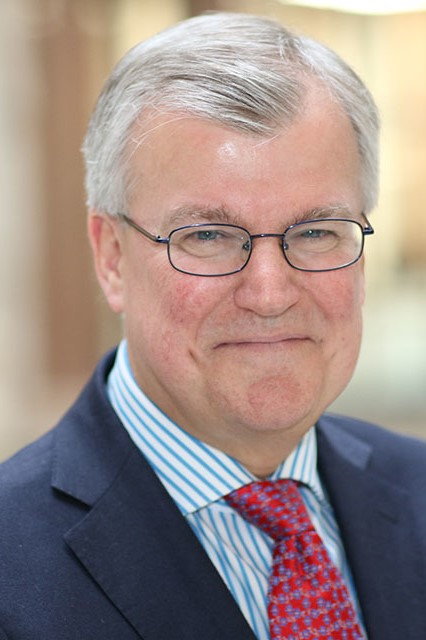
사이먼 스미스 (2017년)

사이먼 존 메레디스 스미스(영어: Simon John Meredith Smith, 1958년 1월 14일 ~ )는 주한 영국 대사이다.

## 어린 시절
스미스는 그랜드 케이맨에 있는 트리플 C 학교에 다녔다. 옥스퍼드 대학교 워덤 칼리지에서 1980년에 현대 언어 학사 학위를 취득했다.

## 경력
1981년부터 1986년까지 스미스는 고용부에서 일했다. 1986년 영국 여왕 폐하의 외교부에 들어갔으며, 1998년부터 2002년까지 런던, 도쿄, 모스크바에서 경제/상업 고문으로 근무했다.

### 대사
2007년부터 2012년까지 빈 주재 오스트리아 대사를 역임했으며, 국제 원자력 기구(IAEA) 이사회의 영국 총재를 포함한 빈의 많은 유엔 및 국제기구에서 영국 대표를 지냈다. 2011년 10월 13일, 키예프 주재 우크라이나 대사로 임명되었으며, 2012년부터 주 우크라이나 대사로 취임하였다.  그는 2015년에 교체되었다. 런던과 한국어 연수를 잠시 거친 후 주한 대사로 임명되어 2018년 3월 부임하였다.

## 사생활
스미스는 1984년 사이언 스티킹스와 결혼했다. 스미스가 모스크바에서 복무한 후, 그녀는 2003년 신년 서훈에서 "러시아의 지역 및 영국 사회에 대한 공로"로 MBE로 임명되었다. 그들은 딸이 둘 있다.